# Gonorata, Bârzula
Gonorata (în ucraineană Гонората, transliterat: Honorata) este un sat în comuna Cuialnic din raionul Bârzula, regiunea Odesa, Ucraina.
În trecut a fost un sat majoritar moldovenesc (românesc) – 60-62% din populație, conform recensământului sovietic din 1926; fiind însă asimilat în prezent. 

## Demografie
Componența lingvistică a localității Gonorata
     Ucraineană (93,55%)
     Rusă (4,01%)
     Română (2,44%)
Conform recensământului din 2001, majoritatea populației localității Gonorata era vorbitoare de ucraineană (93,55%), existând în minoritate și vorbitori de rusă (4,01%) și română (2,44%).